# 4463 Marschwarzschild
A 4463 Marschwarzschild (ideiglenes jelöléssel 1954 UO2) a Naprendszer kisbolygóövében található aszteroida. Az indianai Notre Dame Egyetem fedezte fel, 1954. október 28-án.